# Fuertesimalva chilensis
Fuertesimalva chilensis är en malvaväxtart som först beskrevs av Alexander Karl Heinrich Braun och C.D. Bouche, och fick sitt nu gällande namn av P.A. Fryxell. Fuertesimalva chilensis ingår i släktet Fuertesimalva och familjen malvaväxter. Inga underarter finns listade i Catalogue of Life.